# Quebrada Seca
Quebrada Seca es un barrio ubicado en el municipio de Ceiba en el Estado Libre Asociado de Puerto Rico. En el Censo de 2010 tenía una población de 1.415 habitantes y una densidad poblacional de 196,74 personas por km².

## Geografía
Quebrada Seca se encuentra ubicado en las coordenadas 18°14′2″N 65°39′50″O / 18.23389, -65.66389. Según la Oficina del Censo de los Estados Unidos, Quebrada Seca tiene una superficie total de 7.19 km², de la cual 7.16 km² corresponden a tierra firme y (0.43%) 0.03 km² es agua.

## Demografía
Según el censo de 2010, había 1.415 personas residiendo en Quebrada Seca. La densidad de población era de 196,74 hab./km². De los 1.415 habitantes, Quebrada Seca estaba compuesto por el 67.84% blancos, el 19.72% eran afroamericanos, el 0.49% eran amerindios, el 3.6% eran de otras razas y el 8.34% pertenecían a dos o más razas. Del total de la población el 99.58% eran hispanos o latinos de cualquier raza.